# Yauheni
Yauheni est un prénom masculin biélorusse apparenté à Henri ou Eugène ainsi que Yevgeni en russe. Ce prénom peut désigner:

## Prénom
- Yauheni Akhramenka (né en 1995), coureur cycliste biélorusse
- Yauheni Hutarovich (né en 1983), coureur cycliste biélorusse
- Yauheni Karaliok (né en 1996), coureur cycliste biélorusse
- Yauheni Karaliou (en) (né en 1991), plongeur biélorusse
- Yauheni Novikau (en) (né en 1996), gymnaste acrobatique biélorusse
- Yauheni Karmilchyk (né en 1998), boxeur biélorusse
- Yauheni Lazuka (né en 1989), nageur biélorusse-azerbaïdjanais
- Yauheni Seniushkin (né en 1977), coureur cycliste biélorusse
- Yauheni Shamsonau (en) (né en 1991), coureur cycliste sur piste biélorusse
- Yauheni Yakauchuk (en) (né en 1986), joueur biélorusse de badminton
- Yauheni Zharnasek (en) (né en 1987), haltérophile olympique biélorusse